# Cryptocoryne longicauda
Cryptocoryne longicauda är en kallaväxtart som beskrevs av Odoardo Beccari och Adolf Engler. Cryptocoryne longicauda ingår i släktet Cryptocoryne och familjen kallaväxter. Inga underarter finns listade.